# Zákon tří stádií
Zákon tří stadií tvoří jádro filosofie dějin francouzského myslitele Augusta Comta (1798–1857). Jedná se o teorii vývoje lidského vědění, který v zákonité posloupnosti prochází třemi stádii – teologickým, metafyzickým a pozitivním. Různými stádii vývoje Auguste Comte popisoval pokrok v lidské společnosti, ale i způsoby uvažování jedince, které prochází stejnými fázemi. Zákon tří stádií, jako součást a hlavní složku sociální dynamiky, popsal ve svém díle „Kurs pozitivní filozofie“.

## Tři stadia
Podle Augusta Comta existují tři stádia, kterými lidské myšlení postupně prochází. Žádné stadium nemohlo být v dějinách lidského poznání přeskočeno,nebo vynecháno a stádiu vyšší úrovně vždy předcházelo méně složité stádium. Lidské vědění proto postupuje od nejjednoduššího, teologického stádia k nejsložitějšímu, pozitivnímu stádiu. Tento přesun od méně složitého, k složitějšímu stádiu je vždy plynulý. S novým stádiem vznikají nové myšlenky, které se připojují ke starým, ale nikdy ty staré zcela neničí (například náboženství není zcela zničeno příchodem pozitivního stádia). Comtova teorie platí jak pro jedince a kolektivní vědění lidstva, tak pro vývoj jednotlivých věd. Proto je právě Comtova koncepce hierarchie věd úzce spojena s třemi stádii vývoje.

### Teologické stadium
V teologickém (neboli fiktivním) stadiu je produkce všech jevů, které není možno vysvětlit jinak, přisuzována nadpřirozeným silám a nadpřirozeným bytostem (například jednomu nebo více bohům). Jedná se o rané stadium rozumu, kdy člověk připisuje věcem podobné vlastnosti a schopnosti, jaké má on sám, jen ve větší míře. Mysl jedince se snaží o maximální vědění a usiluje o stanovení první a poslední příčiny všech věcí. Ještě se ale nesnaží o studium neměnných vztahů posloupnosti a podobnosti mezi jevy
Toto stádium dělí Comte ještě do dalších tří fází, kterými každá společnost musí zákonitě projít. Za primární stadium označuje fetišismus (animismus), pro nějž je typické uctívání neživých předmětů (jako jsou například kameny, stromy nebo řeky). Člověk totiž věří, že i tyto neživé věci mají svého živého ducha. V tomto stádiu ještě není ustanovena instituce kněžství. Různé nadpřirozené entity přebývají v různých objektech, a proto jsou ke starým fetišům přidávány fetiše stále nové. Příliš mnoho těchto fetišů ovšem způsobuje chaos a zmatek. Proto nastupuje polyteismus, tedy mnohobožství, v němž má každý bůh svou specifickou funkci, pro kterou je předurčen. Důležitou roli zde začínají sehrávat i kněží, kteří přináší bohům různé oběti, aby si zajistili jejich náklonnost. V průběhu této fáze člověk začíná věřit v magii a podobné aktivity. Nejrozvinutějším stádiem je pak monoteismus, kdy nadpřirozené schopnosti přebírá pouze jediný bůh, který kontroluje všechny aktivity na světě. City a představivost začínají pomalu ustupovat před myšlením a racionalitou.
Podle Augusta Comta se naše společnost v teologickém stadiu nacházela do roku 1300.

### Metafyzické stadium
Na teologické stadium postupně navazuje okolo roku 1300 stadium metafyzické (neboli abstraktní). Lidé v tomto období věří ve všemohoucí sílu boha, jehož existence je stále nezpochybnitelná, bůh ovšem dostává úplně jinou podobu a význam. Již nestojí přímo za vším, co se na zemi děje a do každodenních událostí tolik nezasahuje. V důsledku menší moci nad každodenním děním dostává bůh daleko abstraktnější podobu.
Společnost klade daleko větší důraz na svůj vlastní rozum a racionalitu a nespoléhá již tolik na svou představivost. Člověk si začíná klást daleko více otázek, snaží se vnímat věci okolo sebe, porozumět jim a následně je i vysvětlit. Díky tomuto způsobu uvažování získává daleko lepší přehled o uspořádání řádu přírody a prostředí, ve kterém žije. V této fázi jsou nadpřirozené síly častokrát nahrazovány jinými abstraktními silami. Za takovou tajemnou, abstraktní sílu je lidmi často považována i samotná příroda. Toto stádium má mnoho společných rysů s deismem, který nezpochybňuje existenci vyšší moci v podobě např. boha, ovšem vnímá ho jako subjekt, který do dění nezasahuje.
Metafyzické stadium je na přelomu 18. a 19. století nahrazeno stadiem pozitivním.

### Pozitivní stadium
V pozitivním (neboli vědeckém) stadiu společnost dochází k závěru, že absolutní poznání není možné a hledá vědecké zákonitosti, následnosti a podobnosti mezi jevy, hledá vysvětlení, založená na pozorování, pokusu a porovnávání. Všechna tato fakta klasifikuje na základě čistého rozumu a prostřednictvím vědeckého myšlení.
V tomto stadiu již člověk neusiluje o absolutní vědění, ale o přesné poznání zákonitostí v přírodě. Díky vědeckému pohledu na svět si již nevykládá jevy nadpřirozenými silami, ale je schopný si je na základě svých poznatků racionálně odůvodnit (například, že zemětřesení vzniká pohybem zemských desek nebo že nemoci jsou způsobeny viry).
Pozitivní stadium se dle Comta hodí pro industriální společnost, je tedy typické pro společnost po roce 1800.[4]

### Přechod mezi stadii
Podle Comta prochází třemi stadii jak společnost, tak myšlení jednotlivce. Naše vědomosti prošly všemi třemi stadii, ale každá v jiný okamžik. Různým fenoménům totiž trvá různě dlouho, než dosáhnou nejvyššího stadia. Přesto jsou na sobě závislé, protože často musí pozitivního stadia dosáhnout jeden fenomén, aby jej mohly dosáhnout také fenomény ostatní. Aby mohla pozitivního stádia dosáhnout například organika, musí být splněn předpoklad, že pozitivního stádia již dosáhla jednodušší anorganika.
Přechod mezi stadii sestává podle Comta ze šesti kroků:
1. Doplněk – objevují se nové myšlenky, mění se struktura
2. Dominance – doplněk vítězí nad starými, sociálně-kulturními zvyky
3. Konflikt – mezi starými a nastupujícími zvyky dochází ke konfliktu, chvíli převládá anarchie
4. Porozumění – jako přechodné stadium slouží metafyzika
5. Kultura – sociální struktura je ovlivněna kulturou
6. Pozitivistické stadium – umožňuje opravdové pochopení, jak společnost funguje

## Hierarchie věd
Spolu se zákonem tří stadií se pojí rovněž koncepce hierarchie věd. Jak zdůrazňuje Comte, každá oblast lidského poznání se rozvíjí jindy a jinou dynamičností, každá z věd proto dosáhne pozitivního stadia v jiné době. V teologickém i metafyzickém stádiu existují vědy, jimž jsou nadřazeny obecné, ovšem nepoznatelné zákonitosti. S postupem k pozitivnímu stádiu tyto nepoznatelné zákonitosti pomalu mizí. Také věda se specializuje, a tím pádem tříští na menší celky. Obecnější a jednodušší vědy dosahují pozitivního stádia rychleji, každá pozdější věda poté vzniká ze základních kamenů svého předchůdce. Čím výše je tedy v hierarchii věd určitá věda postavena, tím specifičtější je předmět jejího zkoumání.
Základem všech věd je matematika. Na ni se postupně nabalují další vědy: astronomie, fyzika, chemie, biologie a na závěr sociologie. Aby se jakákoliv věda z této řady mohla rozvíjet, předpokládá se plná zralost té, která stojí před ní. Sociologii Comte označuje sice za poslední, avšak zároveň za nejdůležitější ze všech věd, stojící na samém vrcholu v Comtově hierarchickém uspořádání.
V uvedeném výčtu věd pak chybí psychologie, tu podle Augusta Comta za vědu považovat nelze. Lidský druh nemůže studovat své myšlení, nemůže zkoumat sám sebe. Může nanejvýš studovat své vášně, jelikož ty jsou podle Comta umístěny v odlišných orgánech nežli myšlení.

## Vliv a význam
Zákon tří stadií, který navázal na dlouhou řadu předchůdců, měl od počátku své kritiky. Jedním z nich byl Max Weber, když tvrdil, že vývoj společnosti by se neměl studovat filosoficky, ale pouze objektivně na základě pozorování. Domníval se také, že co je rozumné pro jednu společnost, nemusí jiná společnost za rozumné považovat. K dalším odpůrcům patřil anglický vědec William Whewell, který říkal, že Comtova teorie je v rozporu s historií a teorií jako takovou. Za neplatnou ji označil také ruský sociolog Nicholas Timascheff, který tvrdil, že náboženství v žádném stadiu nevymizí.
Na druhé straně však zákon tří stadií pronikavě ovlivnil nejen mnoho filosofů a vědců, ale stal se i pevnou součástí všeobecného vzdělání. Teorii obdivoval například Charles Darwin, jenž považoval za velkolepou zejména ideu teologického stadia. Americký sociolog Emory Bogardus Comtovu teorii rozšířil připojením čtvrtého stadia, které označil za stadium socializovaného myšlení. S velkým zájmem Comta studoval také Tomáš Garrigue Masaryk, který se ztotožňoval s jeho názory na moderní dobu, a doslovně přejal Comtovu definici moderní doby jako krizového období přechodu k novému životnímu řádu. Také indický učenec V. K. Maheshwari chápe zákon tří stadií jako jeden ze základních platných zákonů o společnosti.